# Ozric Tentacles
Ozric Tentacles è un gruppo musicale strumentale britannico, attivo dal 1984 nell'ambito del rock progressivo sconfinando nello space rock  e nella musica psichedelica.

## Storia
La formazione storica si è riunita per la prima volta il 21 giugno 1984 allo Stonehenge Free Festival, durante il quale ne venne coniato il nome, scelto tra una rosa di fantasiosi nomi per un'ipotetica marca di cereali psichedelici per la prima colazione.
Per tutti gli anni ottanta hanno effettuato un numero pressoché incalcolabile di spettacoli dal vivo, soprattutto nei festival musicali inglesi, durante i quali erano soliti vendere personalmente i loro nastri autoprodotti.
La loro prima registrazione ufficialmente distribuita da un'etichetta discografica fu Pungent Effulgent nel 1989. Fino ad allora nessuno dei loro lavori aveva ancora visto la distribuzione ufficiale.
L'album successivo, Erpland vedeva la nascita di Erp, un personaggio di fantasia in seguito presente nella maggior parte delle copertine dei lavori del gruppo.
Nell'album Strangeitude (1991) era incluso il brano Sploosh!, usato anche come colonna sonora per una campagna pubblicitaria della nota marca di automobili tedesche BMW. Sploosh! è tuttora l'unico singolo pubblicato dal gruppo.
Alla sua uscita, l'album Jurassic Shift del 1993 entrò nella top ten inglese.
Gli Ozric Tentacles hanno affrontato negli anni molteplici cambi di formazione, in cui l'unica costante è rappresentata da Ed Wynne (chitarra e tastiere).
Il suo carismatico braccio destro e compagno storico John Egan, Champignon (flauto) lasciò la formazione nel 2005 dopo più di vent'anni di carriera assieme al pure dimissionario Christoper Lenox-Smith, Seaweed (tastiere) per fondare il progetto Dream Machine.
Seaweed non era nuovo a progetti paralleli, essendo già membro stabile non solo degli Ozric Tentacles, ma anche di Eat Static e Zub Zub e avendo collaborato da sempre con numerosi musicisti tra cui Marco Lippe degli italiani Twenty Four Hours, nell'album Armi D'istruzione di Massa.
Tra i gruppi nati in seno ai componenti della band, degni di nota sono anche Nodens Ictus e Moksha.
Interessante specificare che, nelle tournée degli ultimi anni, si sono serviti dell'aiuto alle tastiere e ai sintetizzatori di Harry Waters, figlio e attuale effettista di Roger Waters (basso, voce e mente creativa dei Pink Floyd).

## Genere
La musica degli Ozric Tentacles si può definire come space rock: un concentrato altamente psichedelico di melodie elettroniche, riff chitarristici in stile hard rock e linee di basso in stile funky.
In molti casi la complessità delle loro partiture rende difficoltosa la comprensione, anche a causa di frequenti cambi di tempo (di palese derivazione rock progressive), spesso usati per confondere deliberatamente l'ascoltatore prima che il brano evolva verso il funky o verso l'ambient.
Altrettanto frequente è l'impiego di sonorità arabeggianti.

## Stile
La band, pur non avendo mai raggiunto il grande pubblico, è apprezzata sia dagli appassionati di rock psichedelico sia dai cultori di musica elettronica per il loro stile unico, esaltato dalle inconfondibili esibizioni dal vivo, fatte di effetti luminosi accecanti e ipnotici, psichedelia, trance vere e simulate del pubblico presente (e spesso anche degli esecutori).
Il gruppo negli anni non ha mai rinunciato alla sua personale troupe audiovisiva affiancata a quella classica dei tecnici del suono.
Fino al 2005 l'immagine del gruppo era indissolubilmente legata a John Egan, detto "Champignon", flautista e frontman del gruppo, con la sua celebre valigia piena di flauti, clarini e ottavini di ogni forma e misura.
L'iconografia del gruppo è da sempre legata strettamente al movimento hippie e alle droghe psichedeliche.
Difficilmente i membri appaiono in abiti più sofisticati di quelli tradizionalmente associati alla cultura hippie: casacca multicolore e sandali o Converse All Stars ai piedi.
Da un punto di vista commerciale, i loro prodotti sono riconoscibili per la grafica complessa ma raramente elaborata al computer. L'artwork dei loro dischi ricorda in genere l'artigianato hippie venduto alle fiere di genere, in cui gli elementi ricorrenti sono improbabili vegetali allucinogeni e la loro mascotte Erp.
La maggior parte delle copertine dei loro lavori è disegnata dagli stessi componenti del gruppo.
La confezione del loro Vitamin Enhanced Box Set consisteva in una scatola di finti cereali Kellogg's con raffigurato Erp mentre mescolava sapientemente i Tentacoletti di Oz in una scodella.
Tra i gadget più curiosi vanno citate le cartine per confezionare sigarette con il loro logo, gadget in genere distribuito gratis ai loro concerti.

## Discografia

### Album in studio
- 1989 - Pungent Effulgent
- 1990 - Erpland
- 1991 - Strangeitude
- 1993 - Sploosh/Live Throbbe
- 1993 - Jurassic Shift
- 1994 - Arborescence
- 1995 - Become The Other
- 1997 - Curious Corn
- 1999 - Waterfall Cities
- 2000 - The Hidden Step
- 2000 - Pyramidion
- 2001 - Oakum
- 2002 - Swirly Termination
- 2004 - Spirals in Hyperspace
- 2006 - The Floor's Too Far Away
- 2009 - The Yumyum Tree
- 2011 - Paper Monkeys
- 2015 - Technicians of the Sacred
- 2020 - Space for the Earth
- 2023 - Lotus Unfolding

### Demo
- 1985 - Tantric Obstacles
- 1985 - Erpsongs
- 1986 - There Is Nothing
- 1986 - Live Ethereal Cereal
- 1988 - Sliding Gliding Worlds
- 1989 - The Bits Between the Bits

### Dal vivo
- 1992 - Live Underslunky
- 1998 - Spice Doubt
- 2002 - Live at the Pongmaster's Ball
- 2008 - Sunrise Festival

### Raccolte
- 1991 - Afterswish
- 1994 - Vitamin Enhanced
- 1999 - Floating Seeds Remixed
- 2004 - Eternal Wheel

## Formazione

### Formazione attuale
- Ed Wynne - chitarra e tastiere (1984 - presente)
- Vinny shillito - basso
- Silas Neptune Wynne - tastiere e sintetizzatori (2009 - presente)
- Saskia maxwell - flauto
- Adam Field - batteria

### Ex componenti
- John Egan alias Champignon - flauti (1984-2005)
- Gavin Griffiths - chitarra
- Tom Brooks - sintetizzatore
- Joie Hinton - tastiere
- Christopher Lenox-Smith alias Seaweed - tastiere
- Hal Waters - tastiere
- Roly Wynne - basso
- Zia Geelani - basso
- Pazza - basso
- Greyum - basso
- Nick van Gelder alias Tig - batteria
- Merv Pepler - batteria e percussioni
- Conrad Prince alias Rad - batteria
- Stuart Fisher alias Schoo - batteria e percussioni
- Johnny Morgan - batteria (solo per registrazione album "Pyramidion")
- Metro - batteria
- Paul Hankin - percussioni
- Oli (Oliver) Seagle - batteria e percussioni

### Collaboratori esterni
- Steve Hillage - chitarra e sintetizzatore
- Miquette Giraudi - sintetizzatore
- Marcus Carcus - percussioni
- Saskia Maxwell - flauto